# Tomaševec (żupania zagrzebska)
Tomaševec – wieś w Chorwacji, w żupanii zagrzebskiej, w mieście Sveti Ivan Zelina. W 2011 roku liczyła 198 mieszkańców.